# It's About Time (Kenny Loggins)
It's About Time è il dodicesimo album in studio del musicista statunitense Kenny Loggins, pubblicato nel 2003.

## Tracce
1. It's About Time – 4:24 (Kenny Loggins, Michael McDonald)
2. With This Ring – 4:15 (Kenny Loggins, Richard Marx)
3. Alive 'n' Kickin' – 5:01 (Kenny Loggins, Clint Black)
4. I Miss Us – 4:03 (Kenny Loggins, Richard Marx)
5. The One That Got Away – 5:24 (Kenny Loggins, Richard Marx)
6. Brothers – 5:53 (Kenny Loggins, Doug Ingoldsby)
7. This Is How My Song Goes – 4:07 (Kenny Loggins, Glen Phillips)
8. Doin' It Right – 3:46 (Kenny Loggins, Tommy Sims)
9. The Undeniable Groove – 4:54 (Kenny Loggins, Richard Marx)
10. No Other Voice – 2:28 (Kenny Loggins)